# واکیرشن
واکیرشن (به آلمانی: Waakirchen) یک شهر در آلمان است که در بایرن واقع شده‌است.

## خصوصیات
واکیرشن ۴۲٫۳۱ کیلومترمربع مساحت دارد ۷۵۹ متر بالاتر از سطح دریا واقع شده‌است.